# Мелітин
Мелітин (melittin) — основний активний компонент апітоксину (бджолиний венін), є потужним стимулятором фосфоліпази A2. Мелітин є пептидом, що складається з 26 амінокислот.

## Біологічні ефекти
Має антибактеріальні, противірусні та протизапальні властивості.
Мелітин виявляє сильну антибактеріальну дію.
Нині[коли?] з допомогою нанотехнологій можна добувати цей препарат з продуктів бджільництва.